# Масковый крючкоклюв
Масковый крючкоклюв (лат. Diglossa cyanea) — вид птиц из семейства танагровых. Птицы обитают в субтропических и тропических горных влажных и сильно деградированных селах и горных кустарниковых зарослях, на высоте 1800—3600 метров над уровнем моря. Длина тела 15 см, масса около 17 грамм.
Выделяют пять подвидов:
- Diglossa cyanea obscura — Сьерра-де-Периха на западе Венесуэлы;
- Diglossa cyanea tovarensis — прибрежные Кордильеры северной Венесуэлы в Арагуа и Федеральном округе Венесуэлы;
- Diglossa cyanea cyanea — в Андах Венесуэлы (южнее от Трихильо) и на всех трёх областях Анд Колумбии и Андах Эквадора (кроме дальнего юго-запада);
- Diglossa cyanea dispar — Анды юго-западного Эквадора и северо-западного Перу;
- Diglossa cyanea melanopis — от Анд Перу (кроме северо-запада) южнее до Анд Боливии (до Санта-Крус).

## Биология
Масковые крючкоклювы питаются нектаром, который добывают, либо прокалывая венчик у основания, либо погружая клюв в его трубку, подобно колибри.